# Słowo Żydowskie
Słowo Żydowskie (їд. דאָס ייִדישע וואָרט Dos Yidishe Vort), «Єврейське слово») — двомовний щомісячний журнал Суспільно-культурного товариства євреїв у Польщі, що містить частину статей їдишем, а частину — польською. Головне єврейське періодичне видання в Польщі і на сьогодні єдине, що містить матеріали мовою їдиш.

## Історія
Журнал засновано 1992 р. як заміну газети Folks-Sztyme, яку видавали в Польській Народній Республіці з 1946 до 1991 року. У 1950-х рр. права на видавання передано Суспільно-культурному товариству євреїв у Польщі (TSKŻ), яке було засноване після злиття Центрального комітету євреїв у Польщі і Єврейського товариства культури й мистецтва. Однак Польська об'єднана робітнича партія мала безпосередній контроль над редакторами і цензурувала видання. Політичний перехід до демократії наприкінці 1980-х років уможливив вільне публікування матеріалів.
Число читачів видання «Folks-Sztyme» поступово зменшувалося через еміграцію польських євреїв після закінчення Другої світової війни. Політична криза 1968 р. й антисемітська кампанія, керована комуністичною партією, спричинили закриття декількох відділів видання, зокрема в Нижній Сілезії. Після того видання було перетворене зі щотижневого на щомісячне.
Спочатку журнал «Słowo Żydowskie» виходив двічі на місяць. Від 2002 року став виходити один раз на місяць, зберігши подвійну нумерацію. Від січня 2009 року перейшов на місячну нумерацію.
Газета з такою ж самою назвою виходила в Польщі до Другої світової війни.

## Сучасність
Нинішний журнал — єврейське періодичне видання на польському ринку, що публікується найдовше. Журнал подає погляд на життя євреїв у Польщі в нинішній час, водночас пропонуючи увазі читачів незвичні історії, цікавинки, інтерв'ю. Головний аспект «Єврейського слова» — увага до культури й мистецтва.
Журнал можна придбати в кіосках і книжкових крамницях по всій Польщі, включаючи книжкові магазини мережі «Empik».

## Головні редактори
- Адам Рок (1992 — січень 2004);
- Збігнєв Саф'ян[pl] (січень 2004 — грудень 2007);
- Міхал Собельман[pl];
- Якоб Вейцнер;
- Артур Хофман[pl] (2009 — дотепер).